# Namea bunya
Namea bunya is een spinnensoort in de taxonomische indeling van de bruine klapdeurspinnen (Nemesiidae).
Namea bunya werd in 1984 beschreven door Raven.